# Publisac

Logo de Publisac depuis 2008

Le Publisac est un regroupement de dépliants publicitaires livrés dans un sac, de porte en porte, à plus de 3 millions de foyers au Québec. Publisac se spécialise dans la distribution de dépliants, catalogues, accroche-porte et échantillons et offre un service de géomarketing. Il est la propriété de TC Media.

## Historique

Logo de Publi-Sac avant 2008

En 1978, le Publisac est créé sous le nom Les messageries Publi-Maison. Les noms Publi-Sac et Publi-lobby seront par la suite adoptés en 1986.  
En 2018, l'entreprise fait face à un mouvement qui estime non écologique de distribuer 500 tonnes hebdomadaires de circulaires dans des sacs de plastique non sollicités à Montréal.  
En 2023, Montréal adopte un règlement selon lequel les distributions publicitaires ne sont désormais permises qu'aux endroits ayant affiché une autorisation. À la suite de ce changement, plus de 82 autres villes annoncent leur intention d'en faire autant.  
En 2024, après avoir tenté en vain de contester les nouveaux règlements en Cour, TC Media met fin aux publisacs dans toute la province de Québec.